# عواطف محمد
عواطف محمد (31 أغسطس 1960 -)، ممثلة سورية تعيش في الكويت.

## عن حياتها
مولودة لأب سوري وأم كويتية. وهي شقيقة الممثلة والمغنية المعتزلة رجاء محمد. بدأت مشوارها الفني خلال دور البطولة في مسرحية «نورة» مقدمة شخصية نورة فيها. عملت بعدها بعدة أعمال في فترتي السبعينيات وبداية الثمانينيات في الغالب هي أعمال للطفل. وكشقيقتها لم تصمد طويلًا بالفن، حيث اعتزالته نهائيا بانتهائها تصوير دورها في مسلسل «علاء الدين».

## من أعمالها

### في التلفزيون
- 1978: الغوص.
- 1979: الجفاف يقتل الندى.
- 1980: زمردة.
- 1980: السيف المفقود.
- 1980: حياتنا.
- 1980: علاء الدين.

### في المسرح
- 1978: نورة.